# Kevin Aymoz
Kévin Aymoz (Échirolles, 1 de agosto de 1997) é um patinador artístico francês. Foi bicampeão da França (em 2017 e 2019).
Kévin Aymoz se tornou campeão de patinagem artística da França em 2017 no rinque de patinação de Caen.
Internacionalmente, competiu duas vezes no Campeonato Mundial Júnior (2016 em Debrecen e 2017 em Taipei), duas vezes no Campeonato Europeu (2017 em Ostrava e 2019 em Minsk) e uma vez no Campeonato Mundial Senior (2019 em Saitama). Até a presente data ele não participou dos Jogos Olímpicos de Inverno. Em 2019, ele terminou em segundo lugar, atrás de Yuzuru Hanyu, no Campeonato Internacional Clássico de Outono realizado em Oakville, Ontário.
No Internacional da França de 2019 ele ganhou a primeira medalha de sua carreira no Grand Prix, terminando em 3º lugar, apesar de ter sofrido uma queda em seu curto programa.
Paralelamente à sua carreira como patinador, também foi campeão no Nacional da França 2 em baliza de banda em 2016.

## Lista de prêmios
| competição                 | 2013    | 2014    | 2015    | 2016    | 2017    | 2018    | 2019    | 2020    |  |  |  |  |  |  |
| Jogos Olímpicos de Inverno |         |         |         |         |         |         |         |         |  |  |  |  |  |  |
| Campeonatos Mundiais       |         |         |         |         |         |         | 11º     |         |  |  |  |  |  |  |
| Campeonato Europeu         |         |         |         |         | 15º     |         | 4º      |         |  |  |  |  |  |  |
| Campeonato Francês         | 6º      | 5º      | 5º      | F       | 1º      | 2º      | 1º      |         |  |  |  |  |  |  |
| Campeonato Mundial Júnior  |         |         |         | 9º      | 7º      |         |         |         |  |  |  |  |  |  |
|                            |         |         |         |         |         |         |         |         |  |  |  |  |  |  |
| Grande Prêmio ISU          | 2012/13 | 2013/14 | 2014/15 | 2015/16 | 2016/17 | 2017/18 | 2018/19 | 2019/20 |  |  |  |  |  |  |
| Final do Grand Prix        |         |         |         |         |         |         |         |         |  |  |  |  |  |  |
| Skate America              |         |         |         |         |         |         |         |         |  |  |  |  |  |  |
| Skate Canada               |         |         |         |         |         |         | 7º      |         |  |  |  |  |  |  |
| Taça da China              |         |         |         |         |         |         |         |         |  |  |  |  |  |  |
| Troféu da França           |         |         |         |         |         | 10º     | 5º      | 3º      |  |  |  |  |  |  |
| Taça da Rússia             |         |         |         |         |         |         |         |         |  |  |  |  |  |  |
| Troféu NHK                 |         |         |         |         |         |         |         |         |  |  |  |  |  |  |
| Legenda: F = Pacote        |         |         |         |         |         |         |         |         |  |  |  |  |  |  |